# Лопатинська селищна рада
| Лопатинська селищна рада — орган місцевого самоврядування у Радехівському районі Львівської області з адміністративним центром у смт Лопатин. Історична дата утворення: в 1939 році. Водоймища на території, підпорядкованій даній раді: річка Острівка. Селищній раді підпорядковані населені пункти: - смт Лопатин |

## Склад ради
Рада складається з 20 депутатів та голови.

### Керівний склад ради
| ПІБ                           | Основні відомості                                                | Дата обрання | Дата звільнення |
| ----------------------------- | ---------------------------------------------------------------- | ------------ | --------------- |
| Гетьманський Богдан Євгенович | Селищний голова, 1958 року народження, освіта, безпартійний      | 26.03.2006   | 31.10.2010      |
| Болкіт Анатолій Романович     | Селищний голова, 1963 року народження, освіта вища, безпартійний | 31.10.2010   |                 |

Примітка: таблиця складена за даними джерела